# Segunda División del Perú
La Segunda División del Perú, conocida como Liga2 de Fútbol Profesional, por razones de patrocinio como Liga2 Caja Cusco, o simplemente Liga2. Es el campeonato de segunda categoría del fútbol profesional peruano. Es la división inmediatamente inferior a la Primera División del Perú y es organizada por la Federación Peruana de Fútbol  y la Liga de Fútbol Profesional.
Desde su fundación en 1943 el certamen fue llamado Segunda División de Lima, en 1988 pasó a llamarse Segunda División Profesional y desde 2006, Segunda División Nacional, ya que se decidió descentralizar el torneo (hasta entonces reservado para equipos del departamento de Lima y la provincia constitucional del Callao), el campeonato se empezó a jugar con clubes de diferentes regiones y departamentos del Perú.
El primer torneo fue ganado por Telmo Carbajo y el más reciente campeón es Alianza Universidad de Huánuco que obtuvo su primer título en 2024. El club que más títulos ha obtenido es Deportivo Municipal  con 4 campeonatos. Actualmente está conformada por 15 clubes. Este certamen otorga dos ascensos directos a Primera División, desde 2023 es la única vía de ascenso, privilegio que perdió la Copa Perú por contraparte desde el 2024 los últimos dos equipos que hayan descendido de categoría jugarán la Liga3.

## Historia
- Antecedentes

La Segunda División inició en 1912 bajo la organización de la Liga Peruana de Football, denominada actualmente como Asociación Deportiva de Fútbol Profesional. El primer campeón fue el Atlético Grau No.1 y al igual que en la Primera División, los clubes eran principalmente de Lima y Callao. Se disputó de 1912 hasta 1925 y desde 1922 a 1925 fue la categoría principal debido a la paralización de la Primera División.
Se reinició el torneo en 1926, bajo la organización de la Federación Peruana de Fútbol, con el nombre de «División Intermedia», el primer campeón fue Association Alianza. En 1929, se creó la Primera B, que ocupó la segunda categoría de forma exclusiva ese año. El formato anterior se mantuvo de 1930 a 1934. En 1935 se cambió de nombre al campeonato llamándose «Ascenso a la División de Honor». donde otorgaba el ascenso a equipos de Lima y Callao, en esta etapa el hecho más relevante fue el campeonato de 1939 donde el Alianza Lima logró el ascenso frente al Social San Carlos del Callao y subir a la máxima división. En 1941 se unifica las Ligas de Lima y Callao en la Liga Regional de Lima y Callao, que en sus dos primera ediciones fue la segunda categoría.
• Creación de la Segunda División
La Segunda División se puso en marcha por primera vez en el año 1943 por iniciativa de la Asociación No Amateur, en sus inicios estaba integrada solamente por equipos de Lima y del Callao, cuyo campeón obtenía el derecho de ascender inmediatamente a la Primera División. Se mantuvo vigente hasta el año 1972. Entre 1973 y principios de 1974,  fue reemplazado por el octogonal final. No hubo torneos oficiales de la Segunda División durante 1973 hasta 1982. Luego, el campeonato retorna como experimental en 1983. Seguidamente entre los años 1984 al 1987, el campeonato forma parte como categoría inferior a la Intermedia. A partir de 1988 a 1990, promovieron al ganador al Torneo Metropolitano Regional. En 1992, la Federación Peruana de Fútbol estableció un plan de reestructuración para el torneo de ascenso, donde la Segunda División -constituida por equipos de Lima, Callao e Ica- se convertiría en Torneo Zonal II y contaría solo con la presencia de doce clubes: cuatro equipos provenientes de Zona Metropolitana (que no lograron clasificarse al Campeonato Descentralizado 1992), dos equipos provenientes de la Copa Perú (región formada por clubes de Lima, Callao e Ica), y los seis mejores equipos del torneo de segunda de 1991.
Desde 1993 hasta 1997 el ganador ascendió directamente. A partir del año 1998 se estableció que el campeón de este torneo jugaría un partido de revalidación con el equipo que quedara penúltimo en el campeonato descentralizado del mismo año. En el año 2002 tras la política de la Federación Peruana de Fútbol de aumentar el número de equipos de la primera, el campeón de este torneo ascendió inmediatamente. En 2004 y 2005 el formato cambió estableciendo que el campeón y el subcampeón de la segunda se integraran a la Región 4 de la Copa Perú.
Recién en el año 2006 se decidió descentralizar este torneo (hasta entonces reservado para equipos del departamento de Lima y la Provincia constitucional del Callao), el campeonato se empezó a jugar con equipos de diferentes departamentos del Perú que obtuvieron la categoría mediante concurso convocado por la Federación Peruana de Fútbol o por descenso desde la primera división. Sin embargo, a pesar del espíritu descentralista de esta medida (que recién convirtió esta categoría en una verdadera Segunda División Peruana) se instauró algunos artículos en el reglamento que obligaba a equipos de cierta distancia desde Lima a pagar los pasajes de los equipos rivales. Cabe decir que con esto, se produjo la dualidad de ascenso a Primera División porque la Copa Perú, el tradicional torneo de fútbol amateur, también era de carácter nacional, situación que no sucede en ningún país a nivel mundial y donde se veía que la Segunda División debía quedar como la única vía de ascenso a Primera. Sin embargo, si bien nominalmente era Segunda Profesional, era oficialmente promocional.
Para la temporada 2013, la Federación Peruana de Fútbol venía buscando cómo volver más competitivo el torneo. Por ello anunció que el campeonato se jugaría con catorce equipos, a los seis clubes (Alianza Huánuco, Atlético Minero, Atlético Torino, Deportivo Coopsol, Los Caimanes y Sport Áncash), que quedaron de la temporada 2012, se sumó Sport Boys descendido de primera división y los siete restantes clubes (Alfonso Ugarte, Sport Victoria, Alianza Cristiana, Defensor San Alejandro, Sportivo Huracán, Deportivo Municipal, Walter Ormeño) que clasifiquen a Etapa Nacional de Copa Perú.
En el año 2019 con la creación de la Gerencia de Competiciones de la Federación Peruana de Fútbol, el torneo de Primera pasó bajo su control organizativo, y dando lugar a la Liga de Fútbol Profesional Peruana, conllevando a que la Primera División se convirtiese en la Liga1. Teniendo en cuenta que en todo país donde existe Liga Profesional, todos los clubes de esta índole debían estar adheridos a la misma, donde podía establecerse categorías, pero donde habría lineamientos generales y obligaciones que todos debían cumplir. En tal sentido, la Segunda División también fue absorbida por la Liga, con lo que se dio origen a la Liga2, reduciendo así la brecha entre Primera y Segunda, y donde en conjunto representarían a todo el fútbol profesional peruano. En esa misma temporada el campeón fue Cienciano, mientras que en 2020 el campeón fue Alianza Atlético, equipos tradicionales de sus ciudades y regiones con pasado en Primera, pero que para el palmarés de cada club representó el primer título de carácter nacional que obtenían en su vida institucional.

## Equipos

### Equipos participantes 2025
| Nombre                    | Ciudad          | Fundación               | Entrenador          | Estadio                  | Capacidad |
| ------------------------- | --------------- | ----------------------- | ------------------- | ------------------------ | --------- |
| Academia Cantolao         | Lima            | 14 de abril de 1981     | Francisco Melgar    | Municipal de Chorrillos  | 15 000    |
| ADA                       | Jaén            | 12 de mayo de 1953      | Erick Torres        | Víctor Montoya Segura    | 8 000     |
| Bentín Tacna Heroica      | Tacna           | 14 de octubre de 2014   | Ysrael Zúñiga       | Jorge Basadre            | 19 850    |
| Carlos A. Mannucci        | Trujillo        | 16 de noviembre de 1959 | Pablo Rubinich      | Mansiche                 | 25 036    |
| Comerciantes F. C.        | Iquitos         | 19 de agosto de 2017    | Juan Bazalar        | Max Augustín             | 24 500    |
| Deportivo Coopsol         | Lima            | 10 de enero de 2004     | Javier Arce         | Municipal de Chorrillos  | 15 000    |
| Deportivo Llacuabamba     | Parcoy          | 15 de febrero de 2011   | José Soto           | Municipal de Huamachuco  | 5 000     |
| Deportivo Moquegua        | Moquegua        | 17 de diciembre de 2021 | Jaime Serna         | 25 de Noviembre          | 21 000    |
| FC Cajamarca              | Cajamarca       | 5 de enero de 2023      | Pablo Olguín        | Héroes de San Ramón      | 10 495    |
| FC San Marcos             | San Marcos      | 10 de febrero de 2022   | José Collatti       | Rosas Pampa              | 20 000    |
| Pirata F. C.              | Olmos           | 15 de noviembre de 2015 | Carlos Díaz         | Municipal de la Juventud | 2 500     |
| Santos F. C.              | Nazca           | 30 de mayo de 1976      | Nolberto Solano     | Pedro Huamán Román       | 10 000    |
| Unión Comercio            | Nueva Cajamarca | 31 de enero de 2002     | Jesús Oropesa       | Carlos Vidaurre García   | 8 000     |
| Universidad César Vallejo | Trujillo        | 6 de enero de 1996      | Guillermo del Solar | Mansiche                 | 25 036    |
| Universidad de San Martín | Lima            | 21 de enero de 2004     | Víctor Rivera       | Villa Santa              | 1217      |

### Equipos por departamento
Un total de 15 equipos participarán en esta edición, contando con 11 regiones involucradas. La región de La Libertad tendrá la mayor cantidad de representantes, con tres equipos.
| Equipos por departamentos | Equipos por departamentos | Equipos por departamentos                                             | Equipos por departamentos |
| Departamento              | N.º                       | Equipos                                                               | Mapa |
| ------------------------- | ------------------------- | --------------------------------------------------------------------- | --- |
| La Libertad               | 3                         | Carlos A. Mannucci, Deportivo Llacuabamba y Universidad César Vallejo | Unión Comercio U. San Martín Pirata FC ADA San Marcos Coopsol Cantolao Llacuabamba Santos FC Comerciantes FC C. Mannucci · U. César Vallejo Dep. Moquegua Bentín T. Heroica FC Cajamarca Localización de los equipos de la Segunda División de 2025 · Grupo 1; Grupo 2. |
| Cajamarca                 | 2                         | ADA Jaén y FC Cajamarca                                               | Unión Comercio U. San Martín Pirata FC ADA San Marcos Coopsol Cantolao Llacuabamba Santos FC Comerciantes FC C. Mannucci · U. César Vallejo Dep. Moquegua Bentín T. Heroica FC Cajamarca Localización de los equipos de la Segunda División de 2025 · Grupo 1; Grupo 2. |
| Lima                      | 2                         | Deportivo Coopsol y Universidad San Martín                            | Unión Comercio U. San Martín Pirata FC ADA San Marcos Coopsol Cantolao Llacuabamba Santos FC Comerciantes FC C. Mannucci · U. César Vallejo Dep. Moquegua Bentín T. Heroica FC Cajamarca Localización de los equipos de la Segunda División de 2025 · Grupo 1; Grupo 2. |
| Áncash                    | 1                         | FC San Marcos                                                         | Unión Comercio U. San Martín Pirata FC ADA San Marcos Coopsol Cantolao Llacuabamba Santos FC Comerciantes FC C. Mannucci · U. César Vallejo Dep. Moquegua Bentín T. Heroica FC Cajamarca Localización de los equipos de la Segunda División de 2025 · Grupo 1; Grupo 2. |
| Callao                    | 1                         | Academia Cantolao                                                     | Unión Comercio U. San Martín Pirata FC ADA San Marcos Coopsol Cantolao Llacuabamba Santos FC Comerciantes FC C. Mannucci · U. César Vallejo Dep. Moquegua Bentín T. Heroica FC Cajamarca Localización de los equipos de la Segunda División de 2025 · Grupo 1; Grupo 2. |
| Ica                       | 1                         | Santos FC                                                             | Unión Comercio U. San Martín Pirata FC ADA San Marcos Coopsol Cantolao Llacuabamba Santos FC Comerciantes FC C. Mannucci · U. César Vallejo Dep. Moquegua Bentín T. Heroica FC Cajamarca Localización de los equipos de la Segunda División de 2025 · Grupo 1; Grupo 2. |
| Lambayeque                | 1                         | Pirata FC                                                             | Unión Comercio U. San Martín Pirata FC ADA San Marcos Coopsol Cantolao Llacuabamba Santos FC Comerciantes FC C. Mannucci · U. César Vallejo Dep. Moquegua Bentín T. Heroica FC Cajamarca Localización de los equipos de la Segunda División de 2025 · Grupo 1; Grupo 2. |
| Loreto                    | 1                         | Comerciantes FC                                                       | Unión Comercio U. San Martín Pirata FC ADA San Marcos Coopsol Cantolao Llacuabamba Santos FC Comerciantes FC C. Mannucci · U. César Vallejo Dep. Moquegua Bentín T. Heroica FC Cajamarca Localización de los equipos de la Segunda División de 2025 · Grupo 1; Grupo 2. |
| Moquegua                  | 1                         | Deportivo Moquegua                                                    | Unión Comercio U. San Martín Pirata FC ADA San Marcos Coopsol Cantolao Llacuabamba Santos FC Comerciantes FC C. Mannucci · U. César Vallejo Dep. Moquegua Bentín T. Heroica FC Cajamarca Localización de los equipos de la Segunda División de 2025 · Grupo 1; Grupo 2. |
| San Martín                | 1                         | Unión Comercio                                                        | Unión Comercio U. San Martín Pirata FC ADA San Marcos Coopsol Cantolao Llacuabamba Santos FC Comerciantes FC C. Mannucci · U. César Vallejo Dep. Moquegua Bentín T. Heroica FC Cajamarca Localización de los equipos de la Segunda División de 2025 · Grupo 1; Grupo 2. |
| Tacna                     | 1                         | Bentín Tacna Heroica                                                  | Unión Comercio U. San Martín Pirata FC ADA San Marcos Coopsol Cantolao Llacuabamba Santos FC Comerciantes FC C. Mannucci · U. César Vallejo Dep. Moquegua Bentín T. Heroica FC Cajamarca Localización de los equipos de la Segunda División de 2025 · Grupo 1; Grupo 2. |

## Palmarés
Con 102 temporadas disputados hasta la fecha (1912-2024), el palmarés muestra que Mariscal Sucre (incluye a Sucre FBC), con 5 títulos es el más ganador, por sobre el resto de sus más cercanos competidores. En términos generales, la gran mayoría de los campeonatos han sido obtenidos por clubes del departamento de Lima (45 títulos en total). De los cuales,  Deportivo Municipal posee 4 títulos, Ciclista Lima, Deportivo Municipal, Guardia Republicana, Mariscal Sucre, Unión González Prada y Unión Huaral  poseen 3 títulos cada uno, Alcides Vigo, Defensor Lima, Olímpico Somos Perú y Porvenir Miraflores poseen 2 títulos cada uno, y en una ocasión lo han hecho Alianza Lima, América Cochahuayco, Association Chorrillos, Centro Iqueño, Compañía Peruana de Teléfonos, Defensor Arica, Deportivo AELU, Deportivo Aviación, Internazionale San Borja, Juventud La Palma, Lau Chun, Lawn Tennis, Mariscal Castilla, Pacífico F. C., San Agustín, Santiago Barranco, Sport Coopsol y Unión América.
Solo veintidós clubes de provincias o departamentos han logrado romper la hegemonía capitalina en veinticinco ocasiones. Los cuales son: Carlos Concha, Sport Boys, Unión Callao con 3 títulos cada uno, Comerciantes Unidos, Deportivo SIMA, Hijos de Yurimaguas, Jorge Chávez, KDT Nacional, Telmo Carbajo, Universidad César Vallejo con 2 títulos cada uno y Academia Cantolao, Atlético Chalaco y Deportivo Olímpico con 1 título cada uno por Callao, además de Alianza Atlético y Atlético Grau de Piura, Cienciano y Cusco F. C. de Cuzco, Deportivo Cobresol de Moquegua, José Gálvez de Áncash, Los Caimanes de Lambayeque, Total Clean de Arequipa y Alianza Universidad de Huánuco, quienes han obtenido 1 título cada uno.

### Títulos por año
Segunda División de la Liga Peruana de Football (1912 - 1925)
| Año  | Campeón | Subcampeón |
| ---- | --- | --- |
| 1912 | Atlético Grau No.1 | Unión Miraflores |
| 1913 | Sporting Fry | Atlético Peruano |
| 1914 | Sport José Gálvez | Unión Miraflores |
| 1915 | Sport Juan Bielovucic | Unión Miraflores N°2 |
| 1916 | Alianza Chorrillos | Unión Perú |
| 1917 | Sportivo Lima | Association Alianza |
| 1918 | Sport Sáenz Peña | Sport Huáscar |
| 1919 | Teniente Ruiz | Association FBC |
| 1920 | Unión Barranco | Unión Miraflores |
| 1921 | No definido debido a las divergencias que existían entre las directivas de las diferentes asociaciones y clubes de Lima y Callao. | No definido debido a las divergencias que existían entre las directivas de las diferentes asociaciones y clubes de Lima y Callao. |
| 1922 | Atlético Peruano | Sport Juan Bielovucic |
| 1923 | Association F.C. | Sporting Fry |
| 1924 | Sportivo Lima | Association Alianza |
| 1925 | Teniente Ruiz | Deportivo Nacional |

División Intermedia (1926 - 1928)
| Año  | Campeón | Subcampeón |
| ---- | --- | --- |
| 1926 | Association Alianza | Unión Santa Catalina |
| 1927 | No hubo definición por el título. Los 10 mejores equipos fueron promovidos. (Sportivo Unión, Alianza Chorrillos, Santa Catalina, Lawn Tennis, Alberto Secada, Jorge Washington, Alianza Callao, José Olaya, Jorge Chávez y Unión FBC). | No hubo definición por el título. Los 10 mejores equipos fueron promovidos. (Sportivo Unión, Alianza Chorrillos, Santa Catalina, Lawn Tennis, Alberto Secada, Jorge Washington, Alianza Callao, José Olaya, Jorge Chávez y Unión FBC). |
| 1928 | Sporting Tabaco | Unión Estrella |

Primera B (1929)
| Año  | Campeón     | Subcampeón    |
| ---- | ----------- | ------------- |
| 1929 | Lawn Tennis | Juventud Perú |

División Intermedia (1930 - 1934)
| Año  | Campeón             | Subcampeón          |
| ---- | ------------------- | ------------------- |
| 1930 | Alianza Frigorífico | Alianza Cóndor      |
| 1931 | Sucre FBC           | Sport Progreso      |
| 1932 | Sucre FBC           | Sport Boys          |
| 1933 | Unión Carbone       | Association Alianza |
| 1934 | Sport Progreso      | Sportivo Melgar     |

Ascenso a la División de Honor (1935 - 1940)
| Año            | Campeón                   | Subcampeón        |
| -------------- | ------------------------- | ----------------- |
| 1935 Primera B | Sporting Tabaco           | Sport Progreso    |
| 1935 Callao    | Atlético Chalaco          | Telmo Carbajo     |
| 1936           | Deportivo Municipal       | Sportivo Melgar   |
| 1937 Lima      | Ciclista Lima Association | Sport Progreso    |
| 1937 Callao    | Progresista Apurímac      | White Star        |
| 1938           | Atlético Córdoba          | Telmo Carbajo     |
| 1939           | Alianza Lima              | Social San Carlos |
| 1940 Lima      | Santiago Barranco         | Juventud Gloria   |
| 1940 Callao    | Telmo Carbajo             | Social San Carlos |

Liga Regional de Lima y Callao (1941 - 1942)
| Año  | Campeón           | Subcampeón           |
| ---- | ----------------- | -------------------- |
| 1941 | Santiago Barranco | Centro Iqueño        |
| 1942 | Ciclista Lima     | Progresista Apurímac |

Segunda División de Lima y Callao (1943 - 1965)
Fue la primera ocasión desde el año 1926 en que el segundo nivel del fútbol peruano era denominado Segunda División (antes era División Intermedia, Primera División B o Primera División de las Ligas Provinciales de Lima y del Callao).
| Año  | Campeón                | Subcampeón             |
| ---- | ---------------------- | ---------------------- |
| 1943 | Telmo Carbajo          | Progresista Apurímac   |
| 1944 | Ciclista Lima          | Telmo Carbajo          |
| 1945 | Santiago Barranco      | Atlético Lusitania     |
| 1946 | Ciclista Lima          | Unión Callao           |
| 1947 | Jorge Chávez           | Santiago Barranco      |
| 1948 | Centro Iqueño          | Santiago Barranco      |
| 1949 | Jorge Chávez           | Ciclista Lima          |
| 1950 | Unión Callao           | Association Chorrillos |
| 1951 | Association Chorrillos | Atlético Lusitania     |
| 1952 | Unión Callao           | Porvenir Miraflores    |
| 1953 | Carlos Concha          | Atlético Lusitania     |
| 1954 | Unión Callao           | KDT Nacional           |
| 1955 | Carlos Concha          | Porvenir Miraflores    |
| 1956 | Porvenir Miraflores    | Unión América          |
| 1957 | Mariscal Castilla      | Carlos Concha          |
| 1958 | Unión América          | Porvenir Miraflores    |
| 1959 | Mariscal Sucre         | KDT Nacional           |
| 1960 | Defensor Lima          | Carlos Concha          |
| 1961 | KDT Nacional           | Association Chorrillos |
| 1962 | Mariscal Sucre         | Carlos Concha          |
| 1963 | Carlos Concha          | Porvenir Miraflores    |
| 1964 | Defensor Arica         | Porvenir Miraflores    |
| 1965 | Mariscal Sucre         | Íntimos de la Legua    |

Segunda División Peruana (1966 - 1972)
| Año  | Campeón             | Subcampeón                |
| ---- | ------------------- | ------------------------- |
| 1966 | Porvenir Miraflores | Racing de San Isidro      |
| 1967 | KDT Nacional        | Independiente Sacachispas |
| 1968 | Deportivo Municipal | Deportivo Olímpico        |
| 1969 | Deportivo SIMA      | Mariscal Sucre            |
| 1970 | Deportivo Olímpico  | Centro Iqueño             |
| 1971 | Deportivo SIMA      | Atlético Chalaco          |
| 1972 | Atlético Chalaco    | Porvenir Miraflores       |

Octagonal de Ascenso (1973)
| Año       | Campeón                     | Subcampeón                 |
| --------- | --------------------------- | -------------------------- |
| 1973      | Atlético Barrio Frigorífico | Deportivo Helvético        |
| 1974-1982 | Segunda División disuelta.  | Segunda División disuelta. |

Segunda División Experimental (1983)
| Año  | Campeón              | Subcampeón         |
| ---- | -------------------- | ------------------ |
| 1983 | Unión González Prada | Deportivo Cantolao |

Intermedia (1984 - 1987)
| Año  | Campeón                  | Subcampeón       |
| ---- | ------------------------ | ---------------- |
| 1984 | Unión González Prada     | Juventud La Joya |
| 1985 | Alcides Vigo             | Centro Iqueño    |
| 1986 | Internazionale San Borja | Deportivo AELU   |
| 1987 | Deportivo AELU           | Walter Ormeño    |

Segunda División Profesional (1988 - 2005)
| Año  | Campeón                       | Subcampeón                |
| ---- | ----------------------------- | ------------------------- |
| 1988 | Defensor Lima                 | Juventud La Palma         |
| 1989 | Sport Boys                    | Juventud La Palma         |
| 1990 | Hijos de Yurimaguas           | Walter Ormeño             |
| 1991 | Lau Chun                      | Deportivo Zúñiga          |
| 1992 | Unión Huaral                  | Ciclista Lima             |
| 1993 | Defensor Kiwi - Ciclista Lima | Guardia Republicana       |
| 1994 | Unión Huaral                  | Hijos de Yurimaguas       |
| 1995 | Guardia Republicana           | Deportivo Zúñiga          |
| 1996 | Alcides Vigo                  | Hijos de Yurimaguas       |
| 1997 | Lawn Tennis                   | Deportivo Bella Esperanza |
| 1998 | Hijos de Yurimaguas           | Alcides Vigo              |
| 1999 | América Cochahuayco           | Sporting Cristal "B"      |
| 2000 | Deportivo Aviación            | Alcides Vigo              |
| 2001 | Alcides Vigo                  | Deportivo AELU            |
| 2002 | Unión Huaral                  | Defensor Villa del Mar    |
| 2003 | Sport Coopsol                 | Sporting Cristal "B"      |
| 2004 | Olímpico Somos Perú           | Deportivo Municipal       |
| 2005 | Olímpico Somos Perú           | Deportivo Coopsol         |

Campeonato Descentralizado ADFP - SD (2006 - 2018)
| Año  | Campeón                   | Subcampeón                |
| ---- | ------------------------- | ------------------------- |
| 2006 | Deportivo Municipal       | Universidad San Marcos    |
| 2007 | Universidad César Vallejo | Atlético Minero           |
| 2008 | Total Clean               | Inti Gas                  |
| 2009 | Sport Boys                | Cobresol                  |
| 2010 | Cobresol                  | Sport Áncash              |
| 2011 | José Gálvez               | Deportivo Coopsol         |
| 2012 | Pacífico F. C.            | Deportivo Coopsol         |
| 2013 | Los Caimanes              | Alfonso Ugarte            |
| 2014 | Deportivo Municipal       | Deportivo Coopsol         |
| 2015 | Comerciantes Unidos       | Los Caimanes              |
| 2016 | Academia Cantolao         | Sport Áncash              |
| 2017 | Sport Boys                | Universidad César Vallejo |
| 2018 | Universidad César Vallejo | Carlos A. Mannucci        |

Liga2 de Futbol Profesional (2019 - actualidad)
| Año  | Campeón             | Subcampeón            |
| ---- | ------------------- | --------------------- |
| 2019 | Cienciano           | Atlético Grau         |
| 2020 | Alianza Atlético    | Juan Aurich           |
| 2021 | Atlético Grau       | Carlos Stein          |
| 2022 | Cusco F. C.         | Unión Comercio        |
| 2023 | Comerciantes Unidos | Los Chankas           |
| 2024 | Alianza Universidad | Juan Pablo II College |

### Títulos por equipo
| Equipo                    | Campeonatos           | Subcampeonatos                          |
| ------------------------- | --------------------- | --------------------------------------- |
| Carlos Concha             | 3 (1953, 1955, 1963). | 3 (1957, 1960, 1962).                   |
| Ciclista Lima             | 3 (1946, 1949, 1993). | 1 (1992).                               |
| Unión Callao              | 3 (1950, 1952, 1954). | 1 (1946).                               |
| Mariscal Sucre            | 3 (1959, 1962, 1965). | 1 (1969).                               |
| Deportivo Municipal       | 3 (1968, 2006, 2014). | 1 (2004).                               |
| Guardia Republicana       | 3 (1985, 1987, 1995). | 1 (1993).                               |
| Sport Boys                | 3 (1989, 2009, 2017). |                                         |
| Unión Huaral              | 3 (1992, 1994, 2002). |                                         |
| Porvenir Miraflores       | 2 (1956, 1966).       | 6 (1952, 1955, 1958, 1963, 1964, 1972). |
| KDT Nacional              | 2 (1961, 1967).       | 2 (1954, 1959).                         |
| Hijos de Yurimaguas       | 2 (1990, 1998).       | 2 (1994, 1996).                         |
| Alcides Vigo              | 2 (1996, 2001).       | 2 (1998, 2000).                         |
| Defensor Lima             | 2 (1960, 1988).       | 1 (1980).                               |
| Universidad César Vallejo | 2 (2007, 2018).       | 1 (2017).                               |
| Telmo Carbajo             | 2 (1936, 1940).       |                                         |
| Jorge Chávez              | 2 (1947, 1949).       |                                         |
| Deportivo SIMA            | 2 (1969, 1971).       |                                         |
| Unión González Prada      | 2 (1983, 1984).       |                                         |
| Olímpico Somos Perú       | 2 (2004, 2005).       |                                         |
| Comerciantes Unidos       | 2 (2015, 2023).       |                                         |
| Deportivo Coopsol         | 1 (2000).             | 4 (2005, 2011, 2012, 2014).             |
| Santiago Barranco         | 1 (1945).             | 3 (1940, 1947, 1948).                   |
| Deportivo AELU            | 1 (1987).             | 3 (1984, 1986, 2001).                   |
| Centro Iqueño             | 1 (1948).             | 2 (1939, 1970).                         |
| Association Chorrillos    | 1 (1951).             | 2 (1950, 1961).                         |
| Juventud La Palma         | 1 (1981).             | 2 (1988, 1989).                         |
| Unión América             | 1 (1958).             | 1 (1956).                               |
| Deportivo Olímpico        | 1 (1970).             | 1 (1968).                               |
| Atlético Chalaco          | 1 (1972).             | 1 (1971).                               |
| Deportivo Cobresol        | 1 (2010).             | 1 (2009).                               |
| Los Caimanes              | 1 (2013).             | 1 (2015).                               |
| Academia Cantolao         | 1 (2016).             | 1 (1985).                               |
| Atlético Grau             | 1 (2021).             | 1 (2019).                               |
| Alianza Lima              | 1 (1939).             |                                         |
| Mariscal Castilla         | 1 (1957).             |                                         |
| Defensor Arica            | 1 (1964).             |                                         |
| Cía. Peruana de Teléfonos | 1 (1975).             |                                         |
| San Agustín               | 1 (1984).             |                                         |
| Internazionale San Borja  | 1 (1986).             |                                         |
| Lau Chun                  | 1 (1991).             |                                         |
| Lawn Tennis               | 1 (1997).             |                                         |
| América Cochahuayco       | 1 (1999).             |                                         |
| Sport Coopsol             | 1 (2003).             |                                         |
| Total Clean               | 1 (2008).             |                                         |
| José Gálvez               | 1 (2011).             |                                         |
| Pacífico F. C.            | 1 (2012).             |                                         |
| Cienciano                 | 1 (2019).             |                                         |
| Alianza Atlético          | 1 (2020).             |                                         |
| Cusco F. C.               | 1 (2022).             |                                         |
| Alianza Universidad       | 1 (2024).             |                                         |
| Atlético Lusitania        |                       | 3 (1945, 1951, 1953).                   |
| Walter Ormeño             |                       | 2 (1987, 1990).                         |
| Deportivo Zúñiga          |                       | 2 (1991, 1995).                         |
| Sporting Cristal "B"      |                       | 2 (1999, 2003).                         |
| Sport Áncash              |                       | 2 (2010, 2016).                         |
| Íntimos de la Legua       |                       | 1 (1965).                               |
| Racing de San Isidro      |                       | 1 (1966).                               |
| Independiente Sacachispas |                       | 1 (1967).                               |
| Papelera Atlas            |                       | 1 (1975).                               |
| Mayta Cápac               |                       | 1 (1981).                               |
| Esther Grande de Bentín   |                       | 1 (1982).                               |
| Huracán San Agustín       |                       | 1 (1983).                               |
| Deportivo Bella Esperanza |                       | 1 (1997).                               |
| Defensor Villa del Mar    |                       | 1 (2002).                               |
| Universidad de San Marcos |                       | 1 (2006).                               |
| Atlético Minero           |                       | 1 (2007).                               |
| Inti Gas                  |                       | 1 (2008).                               |
| Alfonso Ugarte            |                       | 1 (2013).                               |
| Carlos A. Mannucci        |                       | 1 (2018).                               |
| Juan Aurich               |                       | 1 (2020).                               |
| Carlos Stein              |                       | 1 (2021).                               |
| Unión Comercio            |                       | 1 (2022).                               |
| Los Chankas               |                       | 1 (2023).                               |
| Juan Pablo II College     |                       | 1 (2024).                               |

### Títulos por departamento
| Departamento | Campeonatos | Subcampeonatos |
| ------------ | --- | --- |
| Lima         | 45 (1946, 1949, 1973, 1992, 1993, 1994, 2002, 1959, 1962, 1965, 1968, 2006, 2014, 1980, 1982, 1983, 1985, 1987, 1995, 1956, 1966, 1960, 1988, 1996, 2001, 2004, 2005, 1939, 1945, 1948, 1951, 1957, 1958, 1964, 1975, 1981, 1984, 1986, 1987, 1991, 1997, 1999, 2000, 2003, 2012). | 48 (1992, 1969, 2004, 1993, 1952, 1955, 1958, 1963, 1964, 1972, 1980, 1998, 2000, 1940, 1947, 1948, 1939, 1970, 1950, 1961, 1956, 1983, 1988, 1989, 1984, 1986, 2001, 2005, 2011, 2012, 2014, 1945, 1951, 1953, 1973, 1990, 1982, 1991, 1995, 1997, 1999, 2003, 2002, 2006, 2007, 1967, 1975, 1966). |
| Callao       | 22 (1936, 1940, 1947, 1949, 1950, 1952, 1953, 1954, 1955, 1961, 1963, 1967, 1969, 1970, 1971, 1972, 1989, 1990, 1998, 2009, 2016, 2017). | 12 (1946, 1954, 1957, 1959, 1960, 1962, 1965, 1968, 1971, 1985, 1994, 1996). |
| La Libertad  | 2 (2007, 2018). | 2 (2017, 2018). |
| Piura        | 2 (2020, 2021). | 1 (2019). |
| Cajamarca    | 2 (2015, 2023). | |
| Cuzco        | 2 (2019, 2022). | |
| Lambayeque   | 1 (2013). | 4 (2015, 2020, 2021, 2024). |
| Áncash       | 1 (2011). | 2 (2010, 2016). |
| Moquegua     | 1 (2010). | 1 (2009). |
| Arequipa     | 1 (2008). | |
| Huánuco      | 1 (2024). | |
| Ica          | | 1 (1981). |
| Ayacucho     | | 1 (2008). |
| Puno         | | 1 (2013). |
| San Martín   | | 1 (2022). |
| Apurímac     | | 1 (2023). |

## Patrocinios
Debe señalarse que el patrocinador es quien determina el nombre comercial de la liga. La Segunda División del Perú tuvo tres patrocinadores:
Campeonato Descentralizado ADFP-SD  (2006 - 2018)
| Patrocinador   | Denominación comercial | Temporada   |
| -------------- | ---------------------- | ----------- |
| Sin patrocinio | Sin denominación       | 2006 - 2013 |
| Best Cable     | Copa Best Cable        | 2014 - 2017 |
| Sin patrocinio | Sin denominación       | 2018        |

Liga2 de Fútbol Profesional (2019 - actualidad)
| Patrocinador   | Denominación     | Temporada          |
| -------------- | ---------------- | ------------------ |
| Sin patrocinio | Sin denominación | 2019 - 2022        |
| 1xBet          | Liga2 1xBet      | 2023               |
| Sin patrocinio | Sin denominación | 2024               |
| Caja Cusco     | Liga2 Caja Cusco | 2025 - actualmente |

## Derechos de transmisión
A lo largo de los años los derechos televisivos han sido adquiridos por diferentes compañías.
| Canal           | Años        |
| --------------- | ----------- |
|                 | 2006 - 2010 |
| Sin transmisión | 2011        |
|                 | 2012 - 2013 |
|                 | 2014 - 2017 |
|                 | 2017 - 2018 |
|                 | 2019 - 2021 |
| FPF Play        | 2022        |
| FPF Play        | 2023        |
|                 | 2024        |
| Depormatch      | 2025        |